# Rieucros
Rieucros település Franciaországban, Ariège megyében. Lakosainak száma 720 fő (2022. január 1.). Rieucros Arvigna, Les Issards, Les Pujols, Teilhet, Tourtrol, Vals, Vira és Viviès községekkel határos.

## Népesség
A település népessége az elmúlt években az alábbi módon változott:
| Lakosok száma | 363  | 387  | 403  | 555  | 647  | 677  | 702  | 712  | 720  | 720  |
|               | 1968 | 1982 | 1990 | 2006 | 2013 | 2015 | 2017 | 2019 | 2020 | 2022 |